# William Cecil (Militär, 1886)
Hon. William Amherst Cecil (* 30. Juni 1886; † 16. September 1914 an der Aisne, Frankreich) war ein britischer Adliger und Militär.

## Leben
Er war der älteste Sohn des Lord William Cecil und der Mary Thyssen-Amherst, 2. Baroness Amherst of Hackney. Väterlicherseits war er ein Enkel des William Cecil, 3. Marquess of Exeter.
Am 14. April 1910 heiratete er Gladys Evelyn Baggallay (1884–1947), mit der er zwei Söhne hatte, William Alexander Evering Cecil (1912–1980) und Henry Kerr Auchmuty Cecil (1914–1942).
Er diente als Offizier in der British Army und stieg bis in den Rang eines Captain der Grenadier Guards auf. Er kämpfte im Ersten Weltkrieg und fiel bereits am 16. September 1914 in der Ersten Schlacht an der Aisne. Am 1. Januar 1915 wurde ihm postum das neu gestiftete Military Cross verliehen.
Da ihn seine Mutter überlebte, fiel deren Adelstitel 1919 an seinen älteren Sohn William als 3. Baron Amherst of Hackney. Sein jüngerer Sohn Henry fiel 1942 im Zweiten Weltkrieg als Lieutenant einer Fallschirmjägereinheit in Nordafrika.